# 鲍劳尼奥伊·拉斯洛
鲍劳尼奥伊·拉斯洛（匈牙利語：Baranyai László，1920年1月13日—1984年12月14日），匈牙利男子竞技体操运动员。他曾获得1948年夏季奥运会体操比赛男子团体全能铜牌。他的妻子Erzsébet Balázs同样是体操选手。